# Zoológico de Cali
Koordinaten: 3° 26′ 53,2″ N, 76° 33′ 25,6″ W
Der Zoológico de Cali, zuweilen einfach Cali Zoo genannt, ist ein Zoo, der sich in Cali, der Hauptstadt des kolumbianischen Departamentos Valle del Cauca, befindet. Der Zoo wird von rund 500.000 Besuchern im Jahr besucht. Er ist bei der World Association of Zoos and Aquariums (WAZA) und der Asociación Latinoamericana de Parques Zoológicos y Acuarios (ALPZA) akkreditiert.

## Geschichte
Der Cali Zoo wurde 1969 in einem kommunalen Waldgebiet am Cali-Fluss gegründet. Er wurde eingerichtet, um Ausstellungsmöglichkeiten für heimische Tiere zu schaffen, wissenschaftliche Forschungen zu betreiben, die Erhaltung der nationalen Biodiversität zu unterstützen und das Umweltbewusstsein des Publikums zu stärken. Zunächst waren die meist einheimischen Tiere relativ einfach untergebracht. Erst ab dem Jahr 1981, als die Fundación Zoológica de Cali die Leitung des Zoos übernahm, wurden die Anlagen den jeweils gültigen tiergärtnerischen Erfordernissen angepasst.

## Anlagenkonzept
Der Zoo ist in sieben Abteilungen gegliedert. Eine der Hauptattraktionen ist die Abteilung für Primaten, in der etwa 30 verschiedene Arten gehalten werden. Weitere Schwerpunkte betreffen eine große Freiflughalle, in der viele Vögel des tropischen Regenwaldes leben. Eulenarten werden in Volieren ausgestellt und auch der Andenkondor (Vultur gryphus), der Nationalvogel Kolumbiens kann besichtigt werden. Außerdem gibt es ein Schmetterlingshaus, ein Amphibien- und Reptilienhaus u. a. mit verschiedenen Baumsteigerfröschen (Dendrobatidae) und der Großen Anakonda (Eunectes murinus) sowie eine Aquarienabteilung mit Fischen der südamerikanischen Flüsse und der Ozeane, wo auch Piranhas und Arapaimas zu sehen sind.

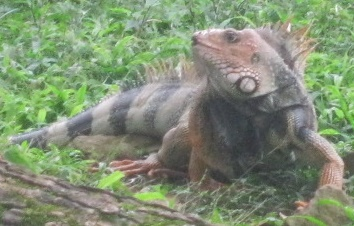
Grüner Leguan (Iguana iguana)
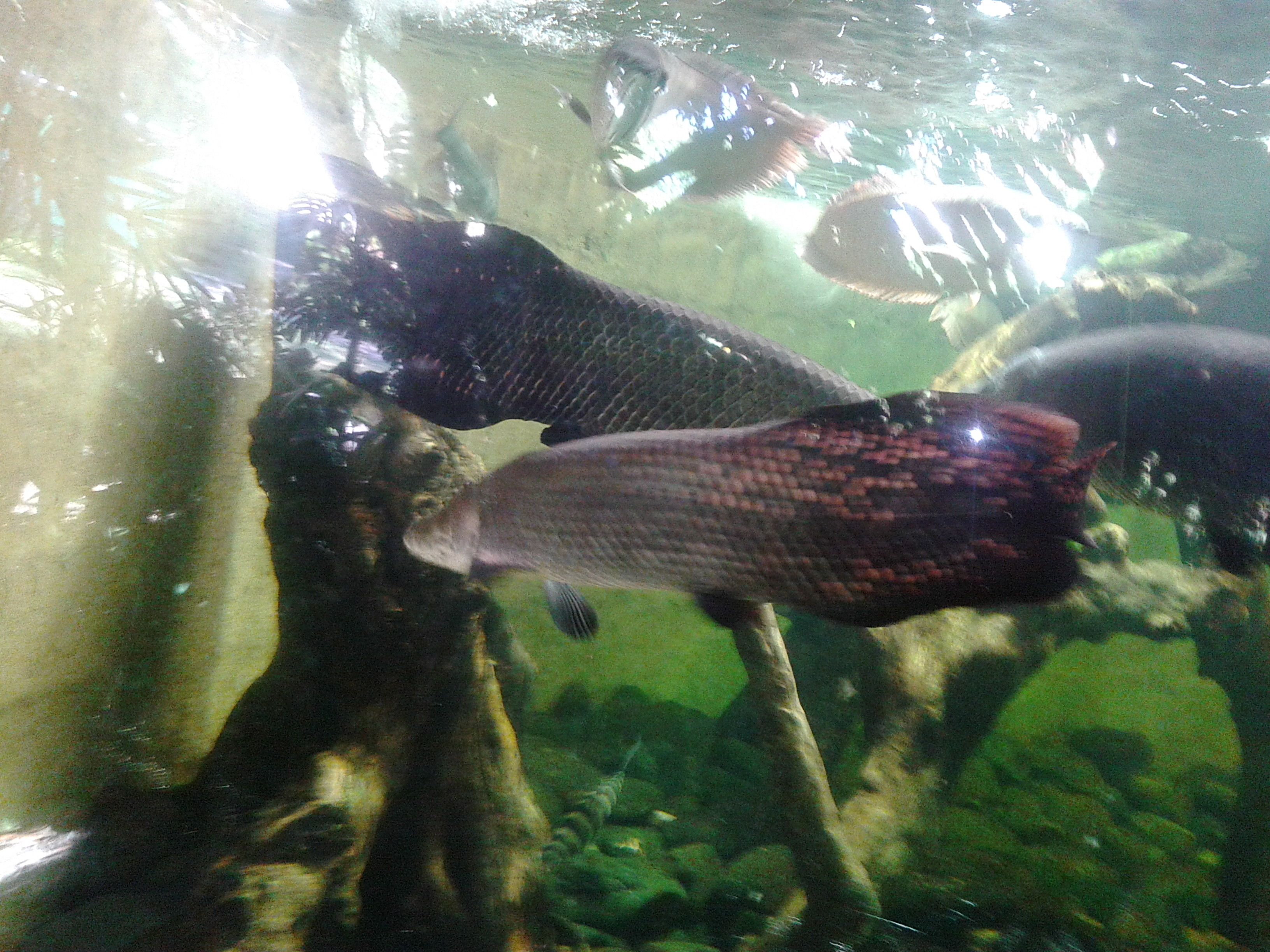
Arapaima gigas
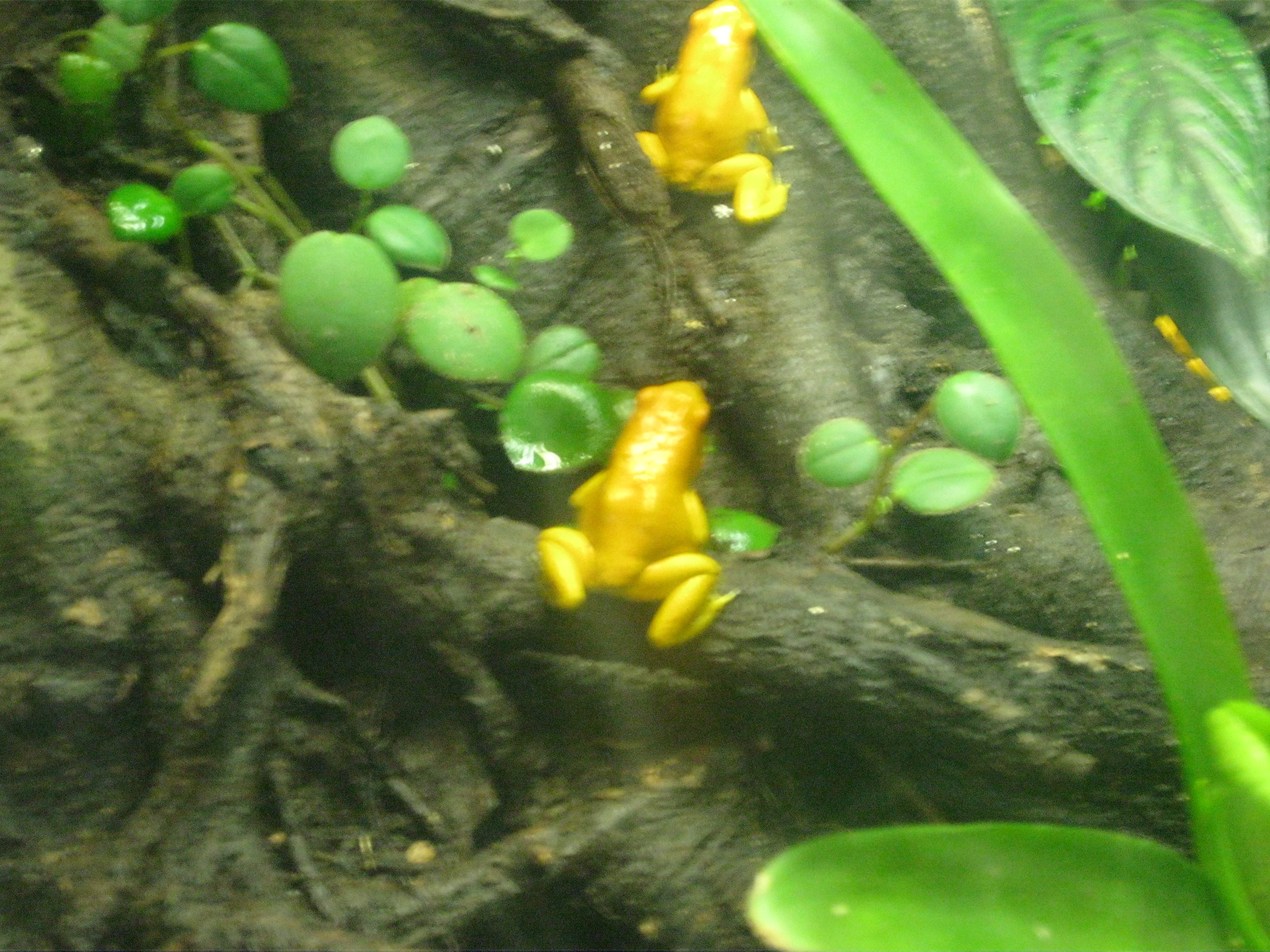
Schrecklicher Pfeilgiftfrosch (Phyllobates terribilis)
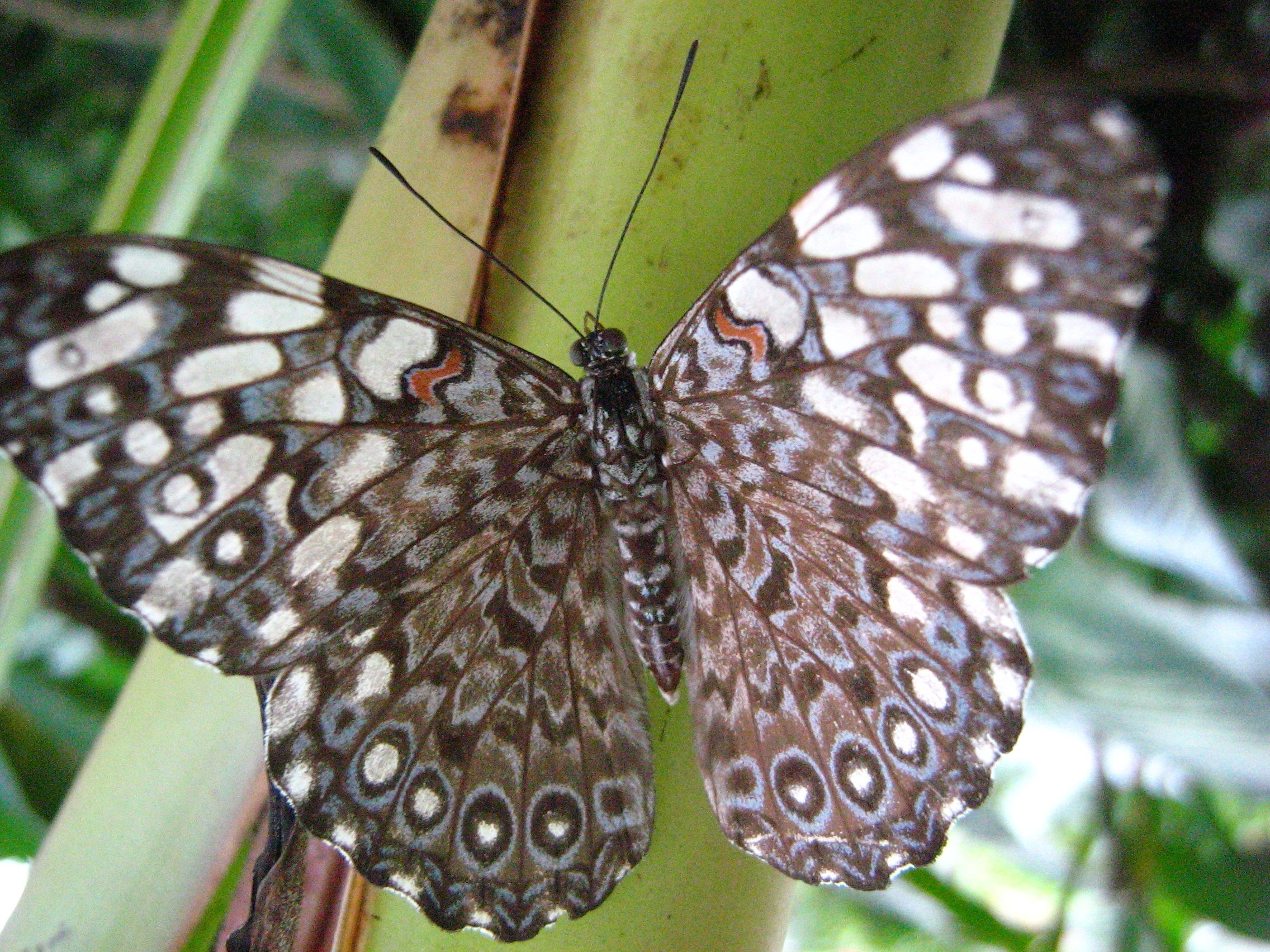
Hamadryas feronia

In einem kleinen Amphitheater werden für die Besucher verschiedene Shows mit Tieren veranstaltet. Außerdem gibt es im Zoo Informationsstände und Restaurants. Der generelle Aufbau des Zoos ist parkartig gestaltet. Entlang des Cali-Flusses, der den Zoo im Westen begrenzt, wurde ein ausgedehnter Grünstreifen mit heimischer Vegetation angelegt.

## Tierbestand
Im Zoológico de Cali  werden rund 2500 Tiere gezeigt, die ca. 180 Arten angehören, darunter Säugetiere, Reptilien, Amphibien, Vögel, Fische und Schmetterlinge. Überwiegend werden Tiere der südamerikanischen Fauna gehalten. Daneben sind auch Arten aus Nordamerika und einige wenige Arten aus Afrika und Asien zu sehen. Seit dem Jahr 2015 werden auch Tiere aus Australien gezeigt.

## Arterhaltungs- und Sonderprogramme
Ein Anliegen des Zoos ist der Erhalt der heimischen Tierwelt. In Zuchtprogrammen werden gefährdete Arten gezüchtet und soweit möglich ausgewildert. Dazu hat der Zoo ein modernes Amphibienlabor eingerichtet, in dem gefährdete oder vom Aussterben bedrohte Amphibienarten gezüchtet werden. Kolumbien beherbergt nach Brasilien die zweitgrößte Vielfalt an Amphibien weltweit. Gezüchtet wird auch der Schreckliche Pfeilgiftfrosch (Phyllobates terribilis), der als giftigster Frosch auf der Erde gilt. Die Art droht aus einigen Gebieten zu verschwinden, da sie als beliebtes Terrarientier von Sammlern illegal aus der Natur entnommen wird.
Der Cali Zoo bietet Sommercamps während der Schulferien an, in denen Kinder lernen, wie die Tiere im Zoo leben, wie sie sich verhalten und welche speziellen Gewohnheiten sie haben. Seminare zur Arbeit der Tierärzte und zur Zubereitung der unterschiedlichen Nahrung für die Tiere werden außerdem abgehalten.

## Galerie
Unter den im Zoo ausgestellten Säugetierarten werden im Besonderen in Südamerika vorkommende Arten gezeigt. Einen besonderen Schwerpunkt bilden dabei die Primaten. Die nachfolgende Bildauswahl zeigt einige Tiere aus dem Bestand des Zoológico de Cali:

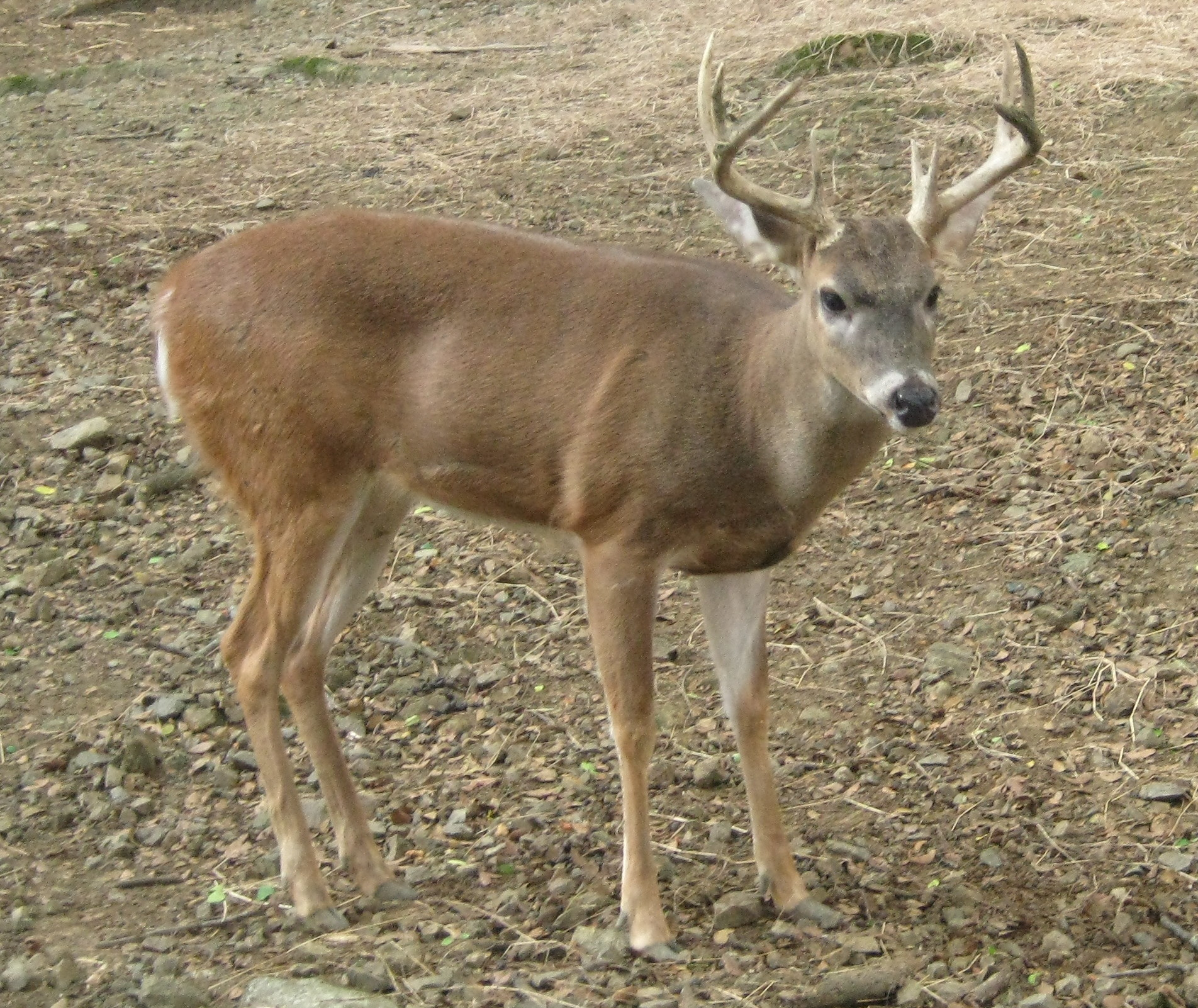
Guyana-Weißwedelhirsch (Odocoileus virginianus cariacou)
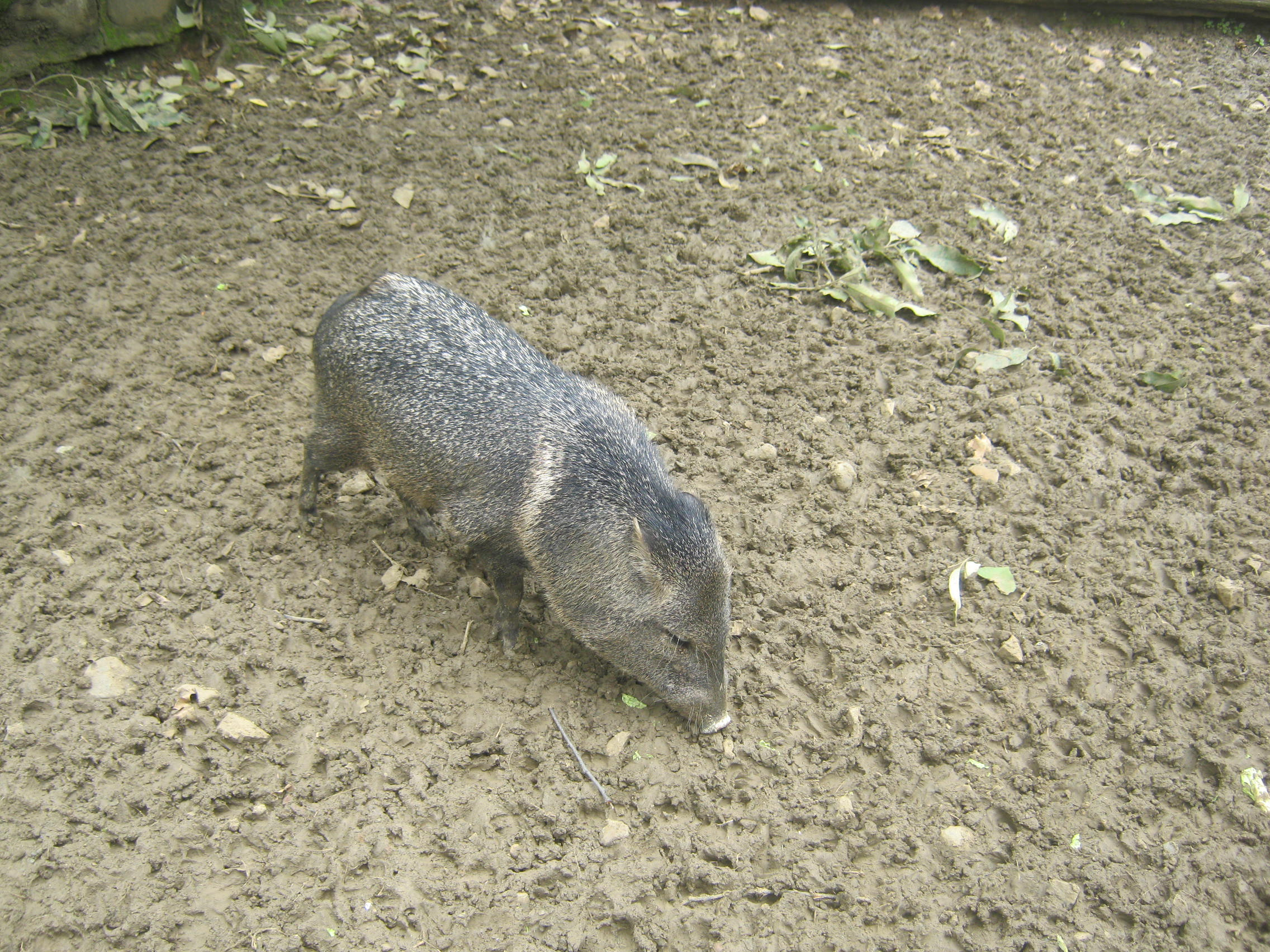
Halsbandpekari (Pecari tajacu)
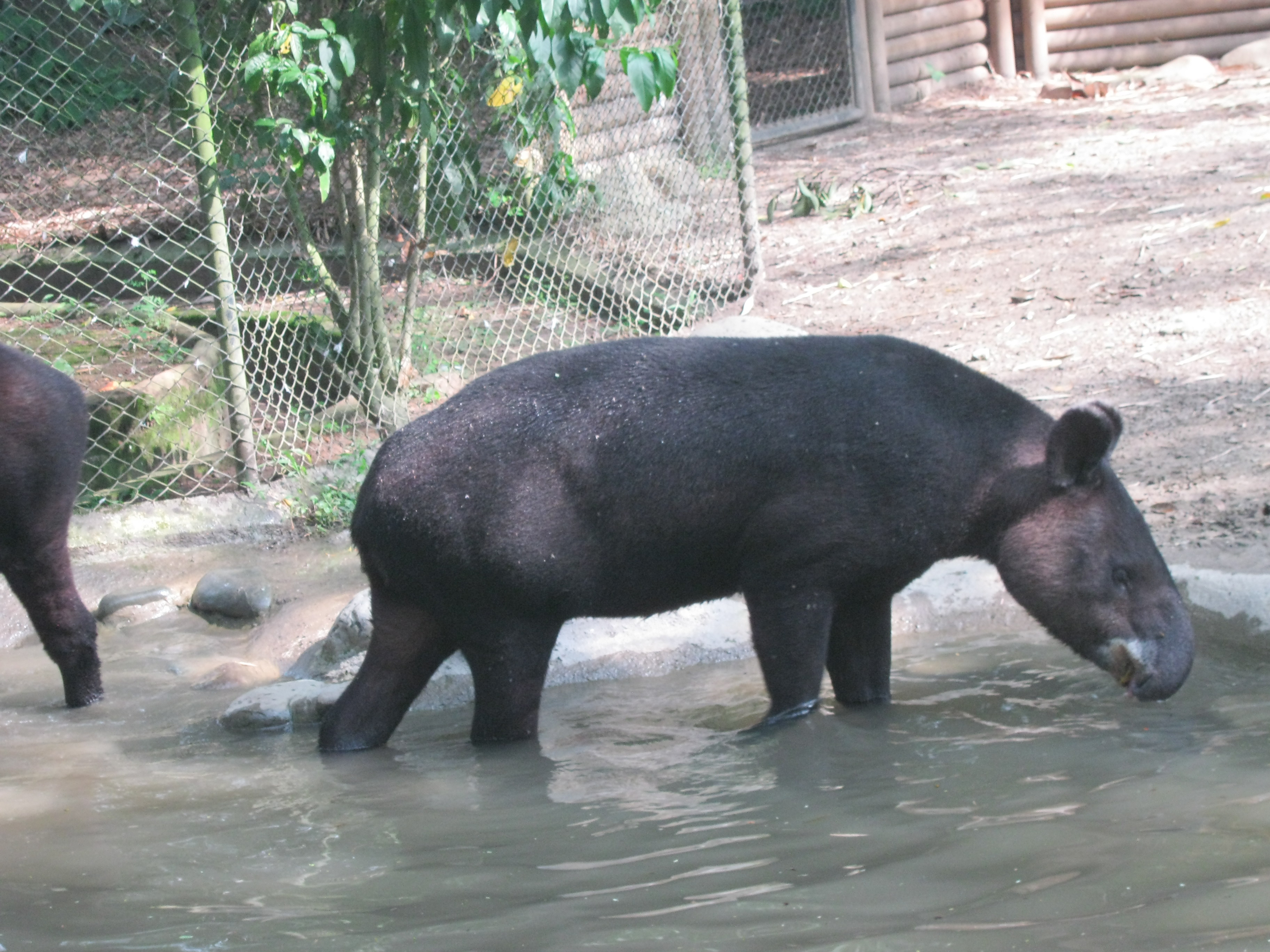
Flachlandtapir (Tapirus terrestris)
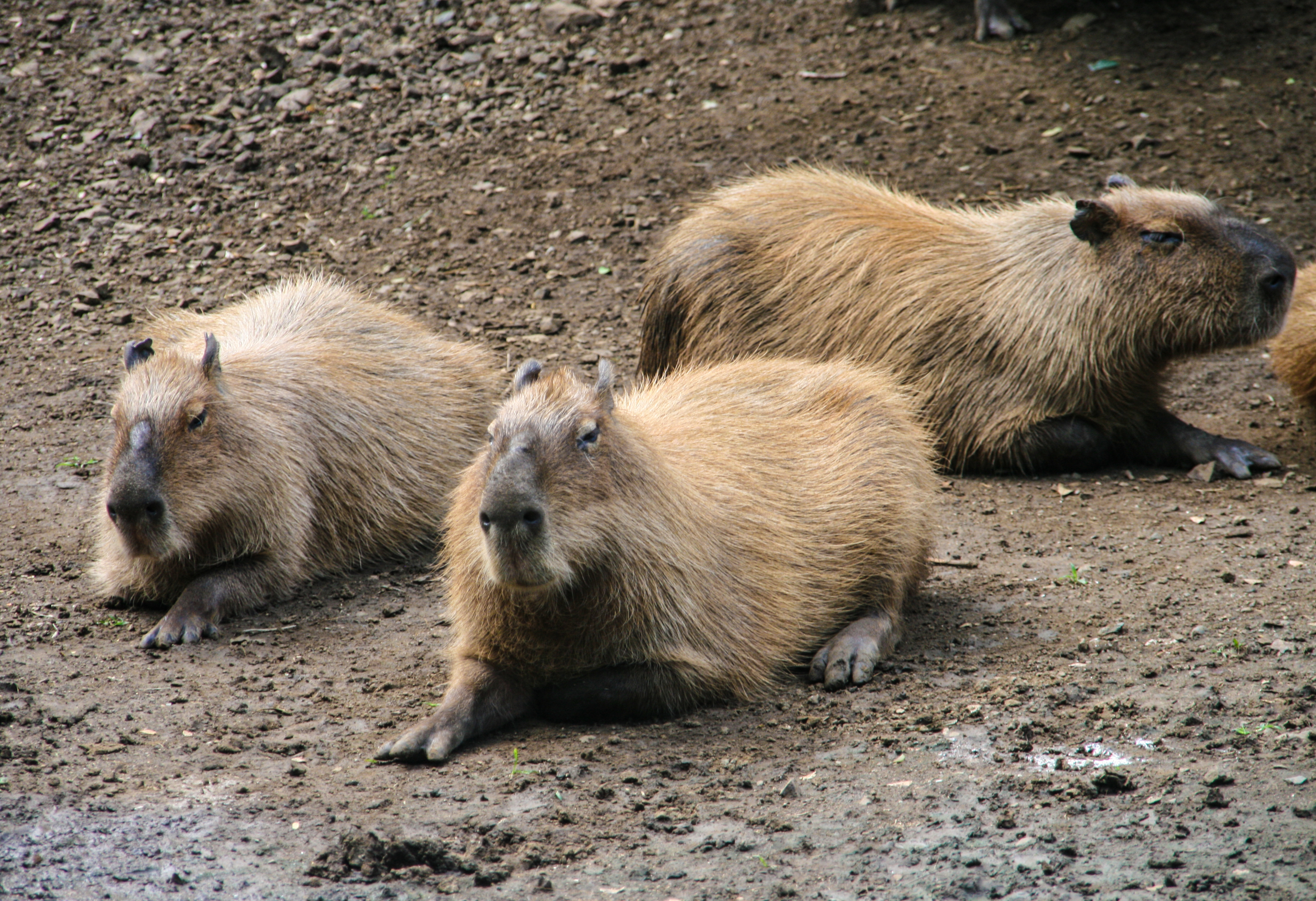
Capybaras (Hydrochoerus hydrochaeris)
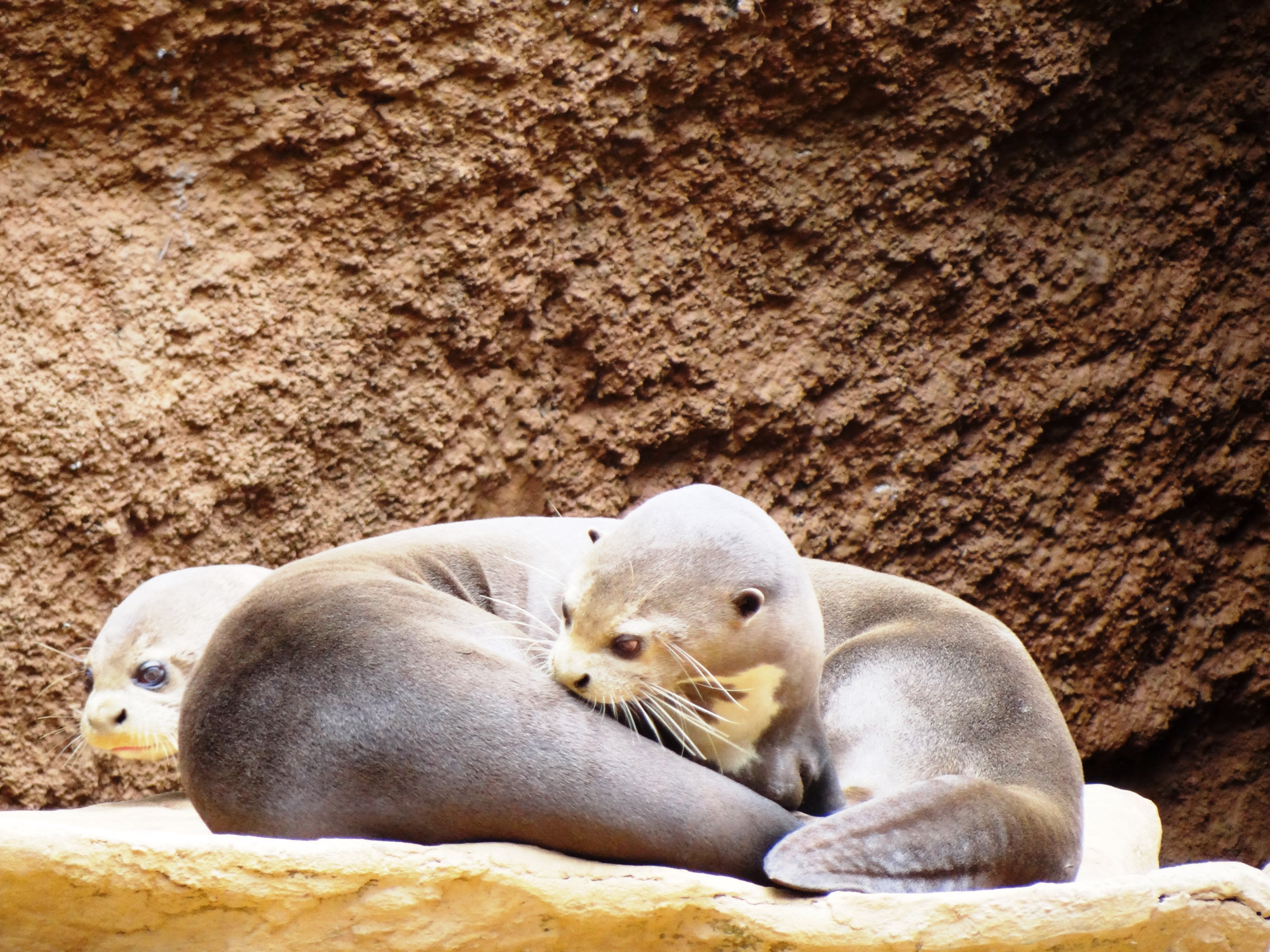
Riesenotter (Pteronura brasiliensis)
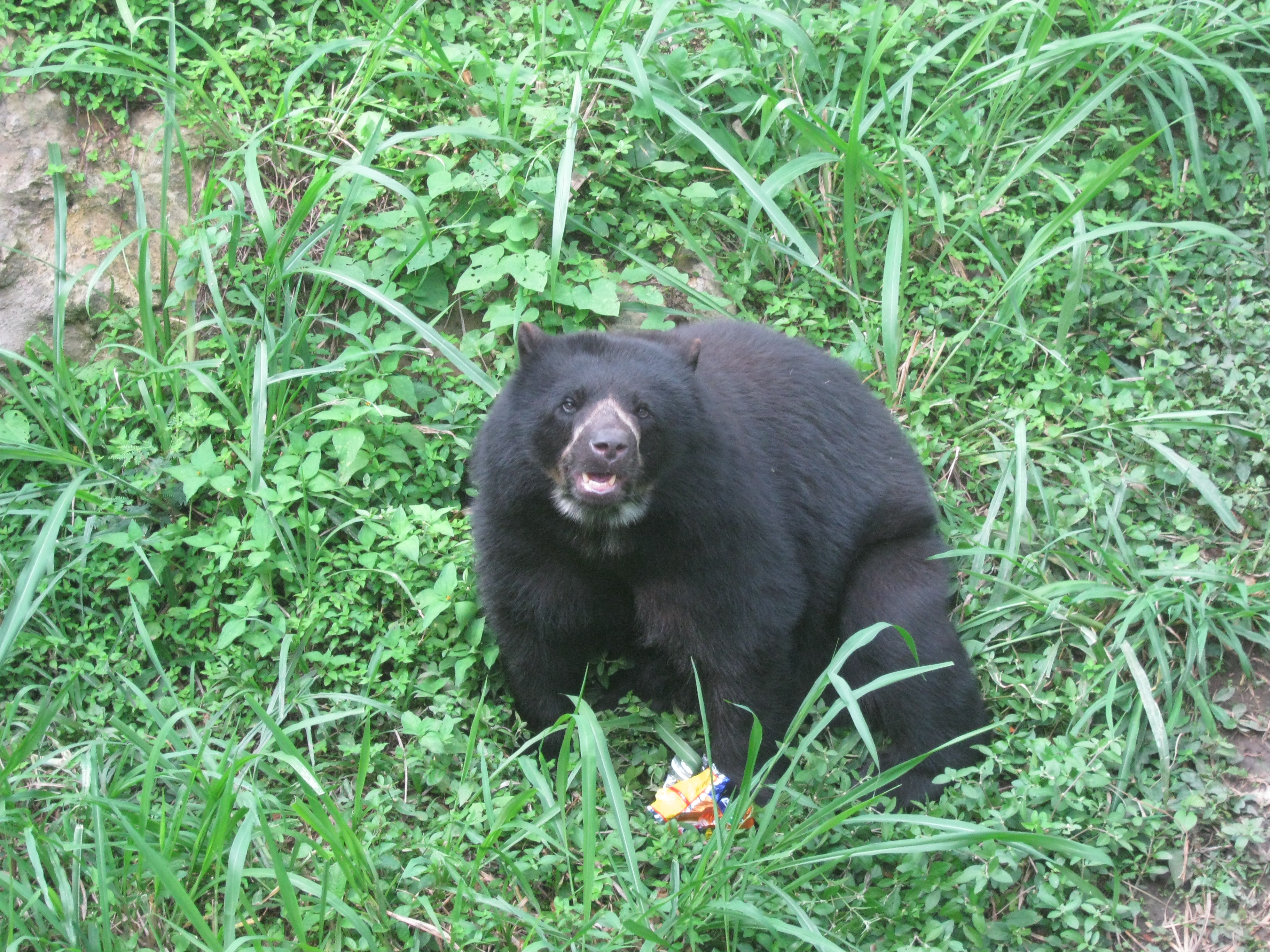
Brillenbär (Tremarctos ornatus)
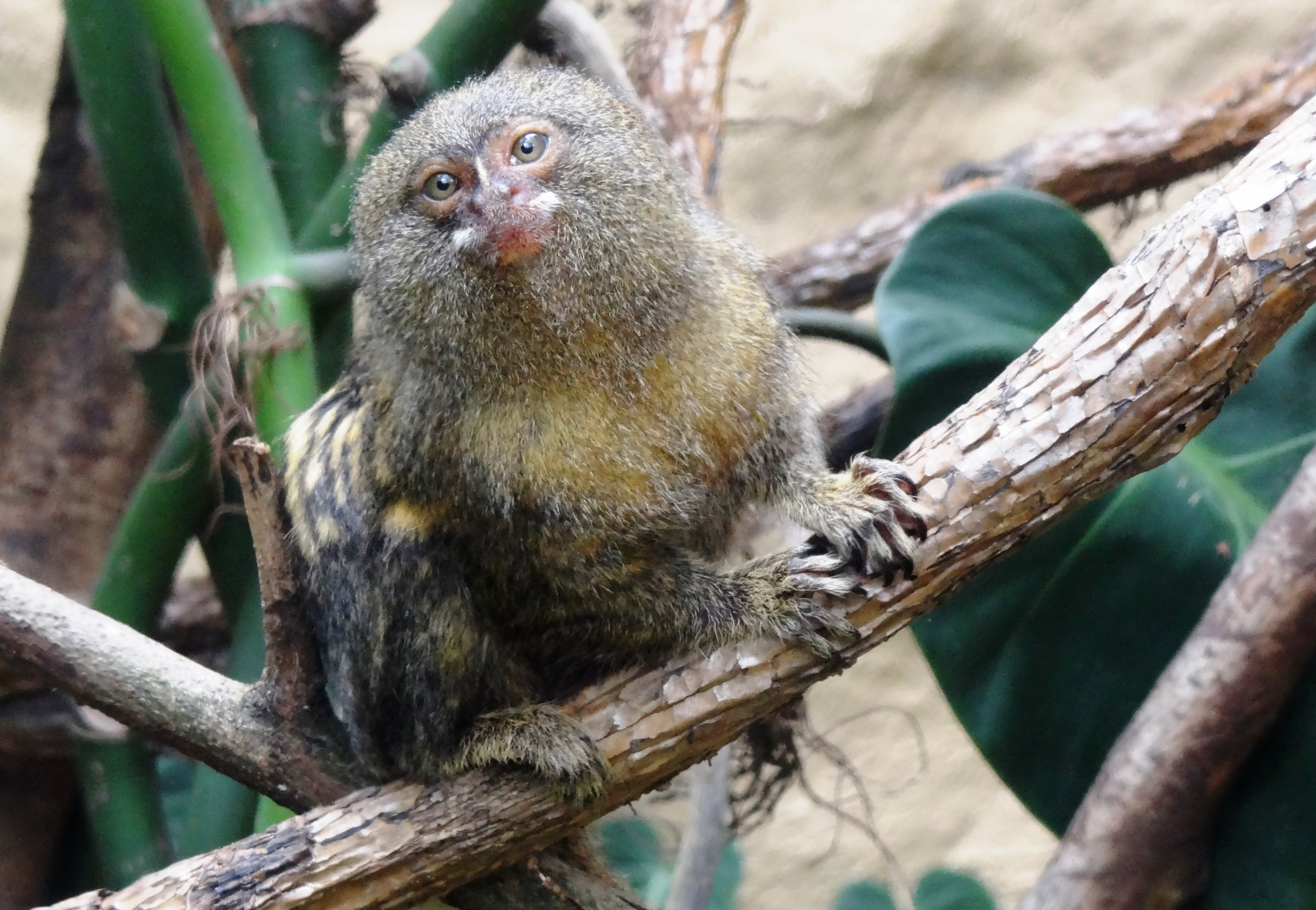
Gelbbauch-Zwergseidenäffchen (Cebuella pygmaea)
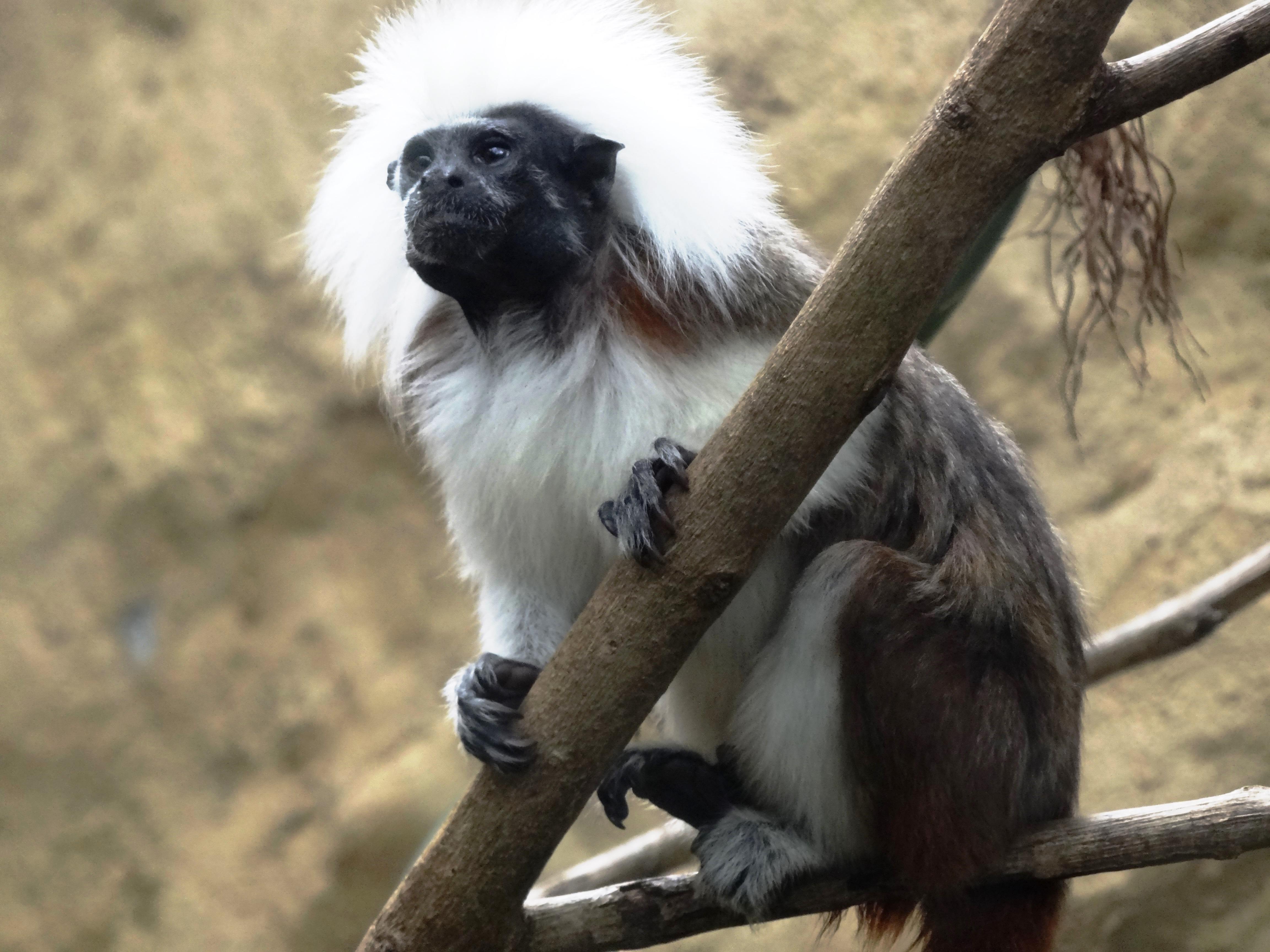
Lisztaffe (Saguinus oedipus)
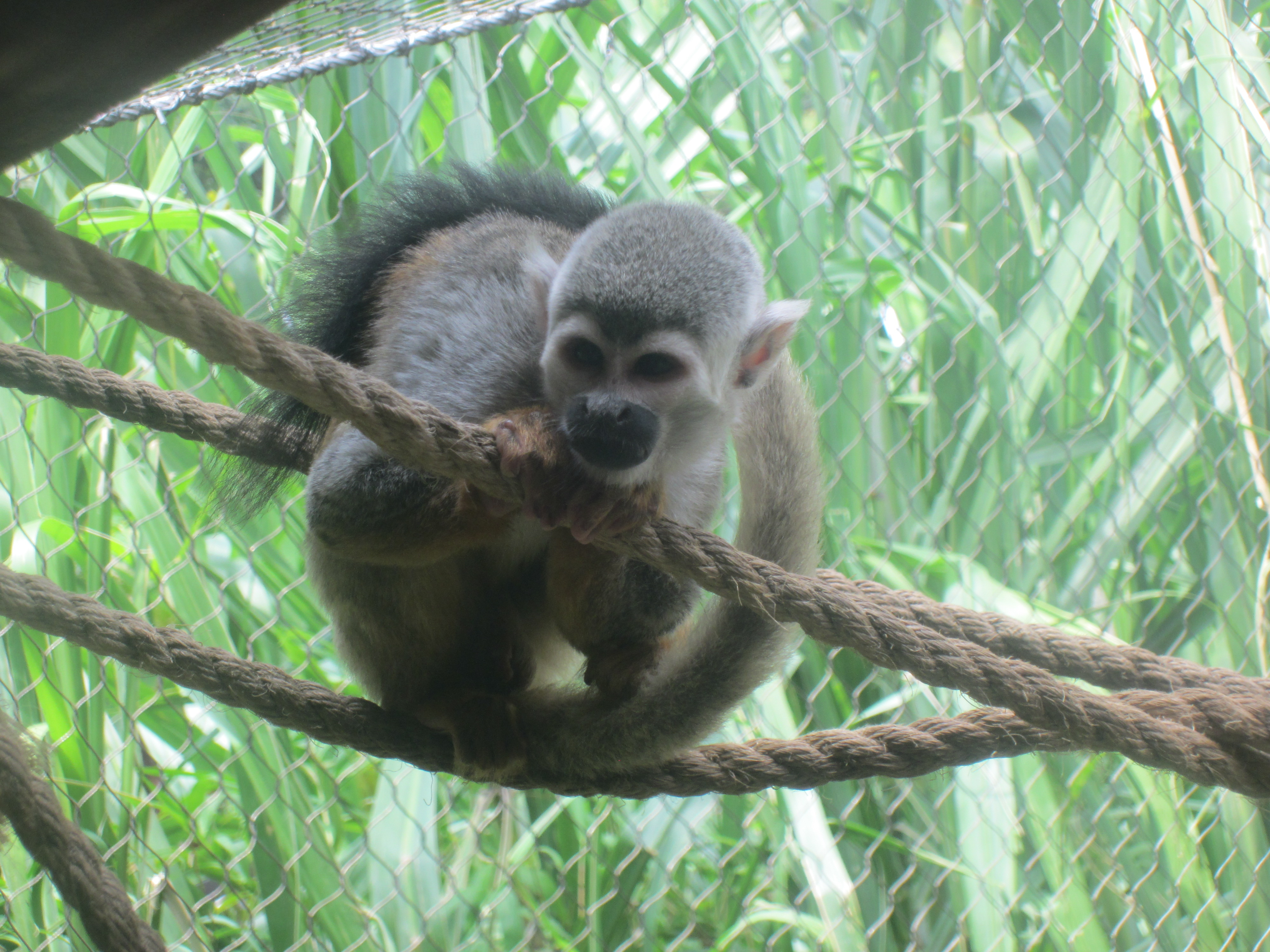
Gewöhnlicher Totenkopfaffe (Saimiri sciureus)
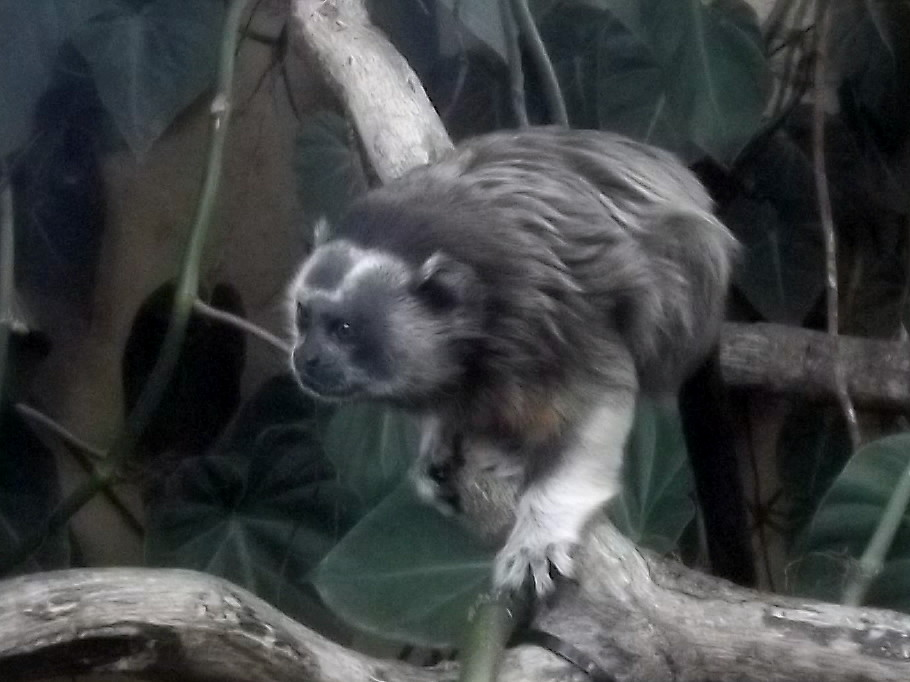
Weißfußtamarin (Saguinus leucopus)
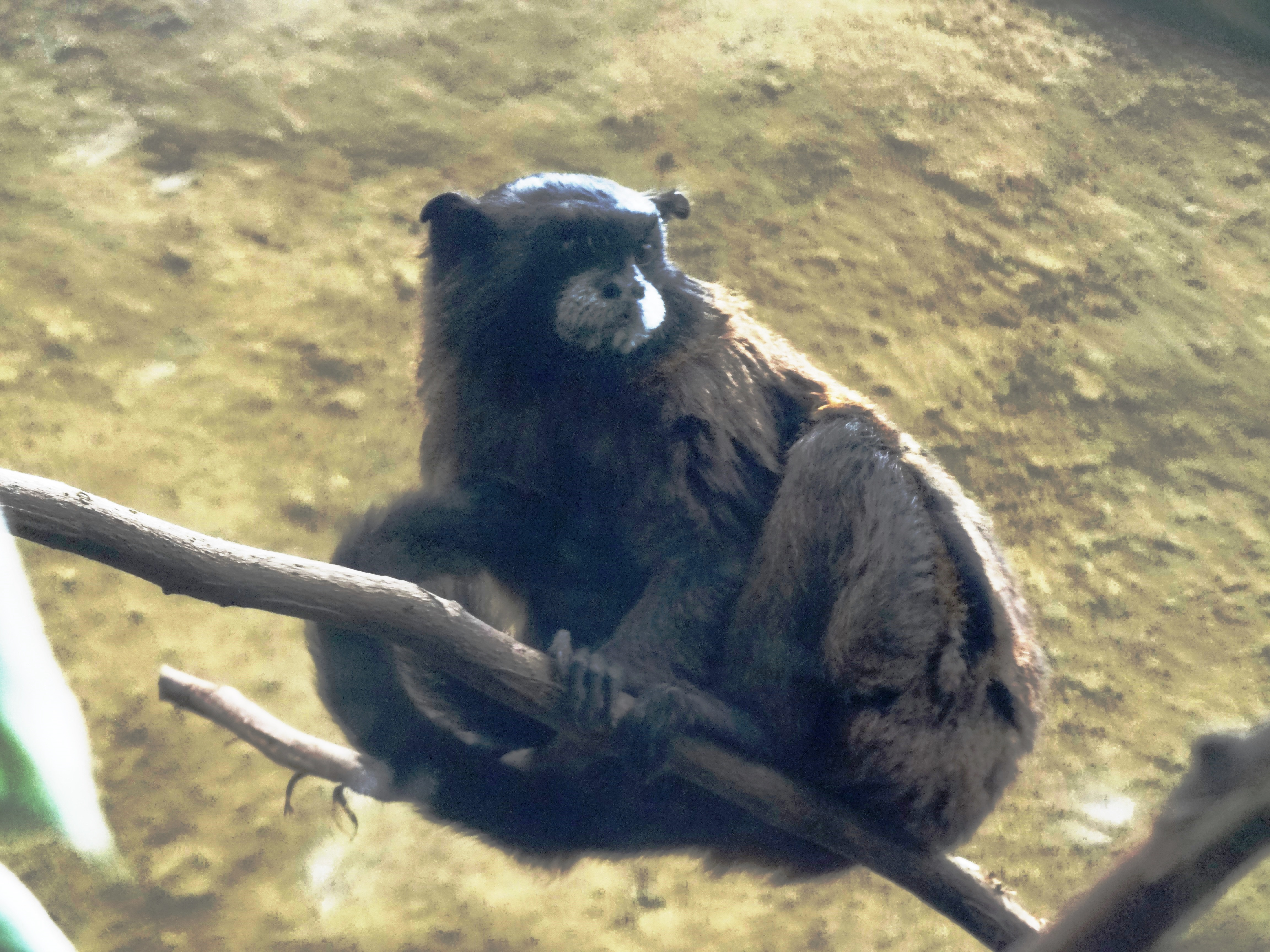
Braunrückentamarin (Leontocebus fuscicollis)
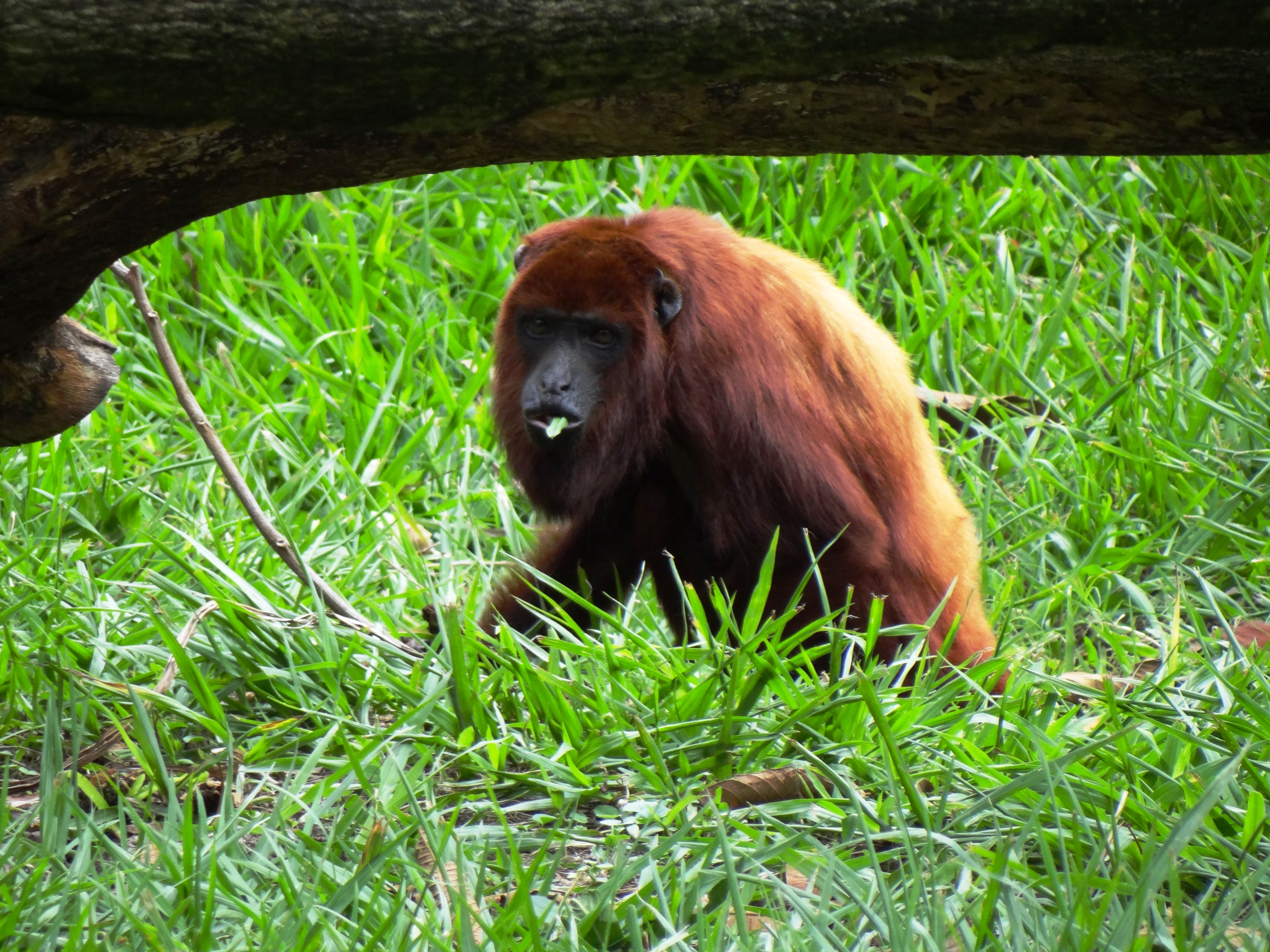
Roter Brüllaffe (Alouatta seniculus)